# David Taylor (zápasník)
David Morris Taylor (* 5. prosince 1990 Reno, Nevada, USA) je americký zápasník–volnostylař.

## Sportovní kariéra
Narodil se do rodiny pilota letecké společnosti Delta Air Lines. Vyrůstal v Evenstonu ve Wyomingu, kde začal zápasit v místním klubu v 5 letech. Ve 12 letech se s rodiči přestěhoval do obce St. Paris v Ohiu vzdálené 50 km od Daytonu. Na střední škole St. Paris Graham High zápasil v národním stylu za tým Falcons pod vedením Jeffa Jordana. Střední školu dokončil se zápasovou bilancí 180 vítězství a 2 prohry. Jeho sportovním vzorem byl od mala Cael Sanderson, proto jeho další zápasnické stopy směřovaly v roce 2009 do Pensylvánie do města State College. Na Pennsylvania State University zápasil za tým Nittany Lions pod vedením Caela Sandersona. Univerzitu dokončil v roce 2014 se zápasovou bilancí 134 vítězství a 3 proher.
Olympijskému volnému stylu se věnoval souběžně s národním zápasem. Byl členem mládežnických výběrů americké reprezentace. Mezi dospělými se však dlouhodobě neprosazoval. Do užšího výběru americké volnostylařské reprezentace se dostal poprvé v roce 2018 ve váze do 86 kg a na mistrovství světa v Budapeští v témže roce získal titul mistra světa. V květnu 2019 však utrpěl zranění kolene a přišel o obhajobu mistrovského titulu.

## Výsledky
| Olympijské hry          |    | — |   |    |   | — |   |   |   | — |   |    |    |  |  |  |  |  |  |  |  |  |  |  |
| Mistrovství světa       | —  |   | — | —  | — |   | — | — | — |   | — | 1. | —  |  |  |  |  |  |  |  |  |  |  |  |
| Panamerické hry         | —  |   |   |    | — |   |   |   | — |   |   |    | —  |  |  |  |  |  |  |  |  |  |  |  |
| Panamerické mistrovství | —  | — | — | —  | — | — | — | — | — | — | — | 1. | 1. |  |  |  |  |  |  |  |  |  |  |  |
| Univerziáda             |    |   |   | 3. |   |   |   |   |   |   |   |    |    |  |  |  |  |  |  |  |  |  |  |  |
| MS juniorů              | 8. | — | — | —  |   |   |   |   |   |   |   |    |    |  |  |  |  |  |  |  |  |  |  |  |